# La Ribera (Baja California Sur)
La Ribera es una localidad del estado mexicano de Baja California Sur. Es parte del municipio de Los Cabos.

## Demografía
| Gráfica de evolución demográfica |
|                                  |

| Censo | Población |
| ----- | --------- |
| 1900  | 46        |
| 1910  | 181       |
| 1921  | 206       |
| 1930  | 340       |
| 1940  | 248       |
| 1950  | 450       |
| 1960  | 436       |
| 1970  | 507       |
| 1980  | 770       |
| 1990  | 974       |
| 1995  | 1 182     |
| 2000  | 1 527     |
| 2005  | 1 757     |
| 2010  | 2 050     |
| 2020  | 2 320     |